# Штригель, Ханс Младший

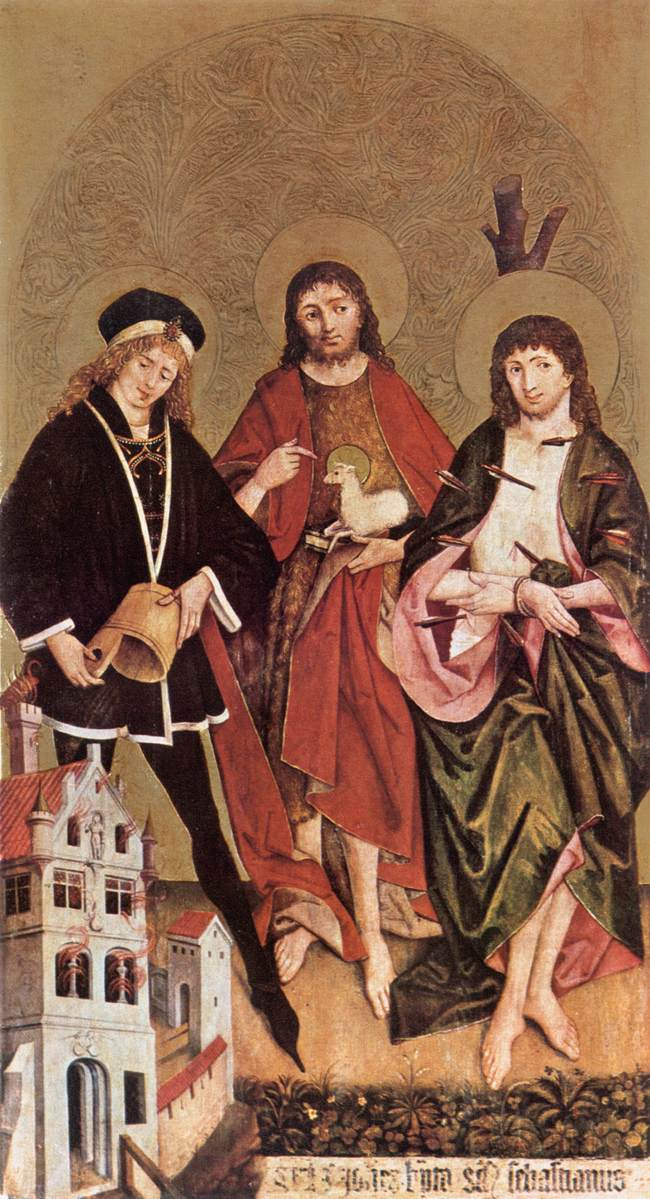
Святые Флориан, Иоанн Батист и Себастьян. около 1480

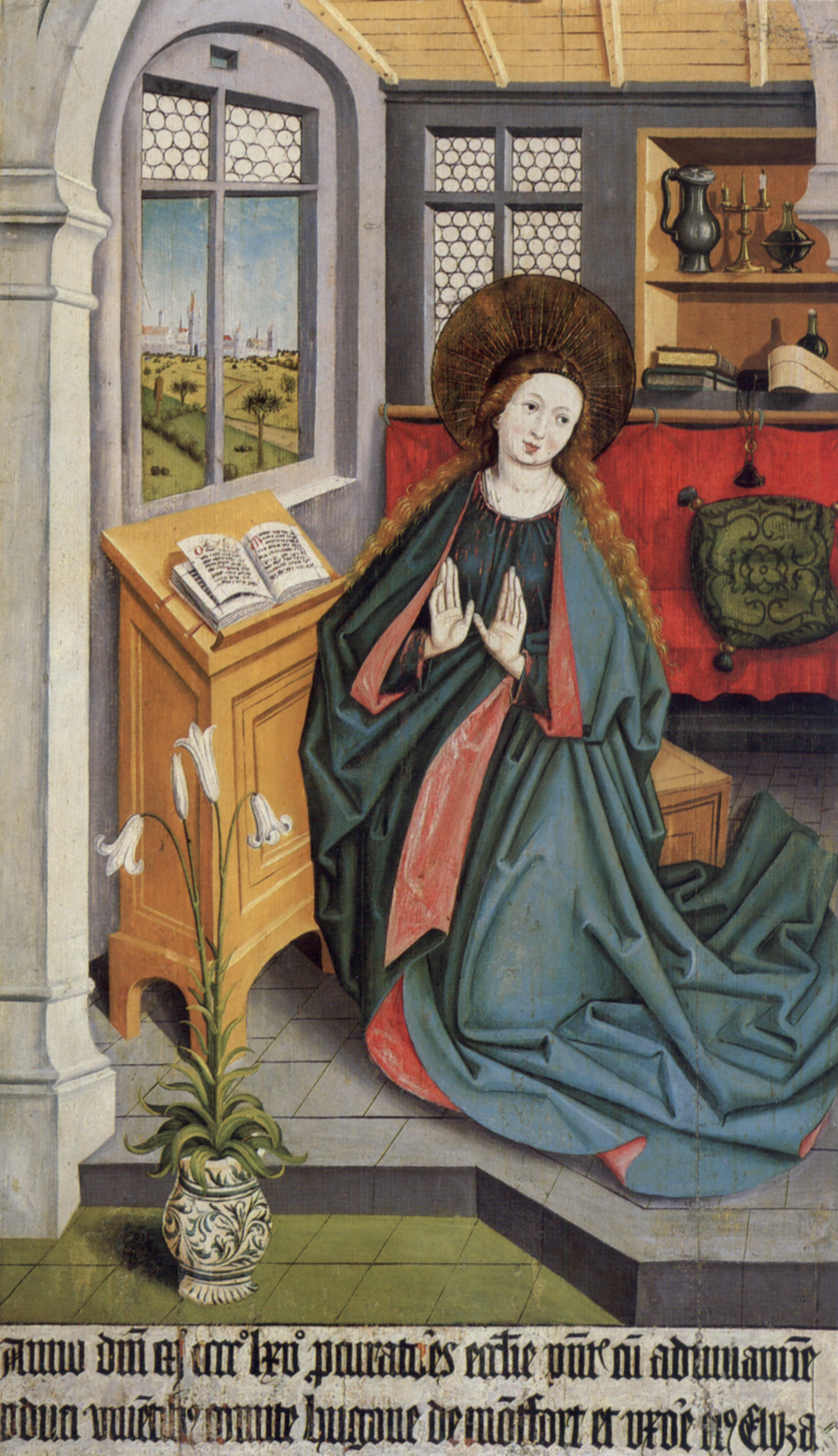

Ханс Штригель Младший (нем. Hans Strigel der Jüngere; 1450, Мемминген (Бавария)— 1479, там же) — немецкий художник периода поздней готики. Один из представителей Северного Возрождения.
Член семьи художников Штригель, младший брат Иво Штригеля, его племянником был Бернхард Штригель. Жил и творил в Верхней Швабии.
За сравнительно короткую творческую жизнь создал ряд замечательных картин, некоторые из которых находятся сейчас в музее Штригелей в Меммингене и других музеях Германии.